# Simon Stevin

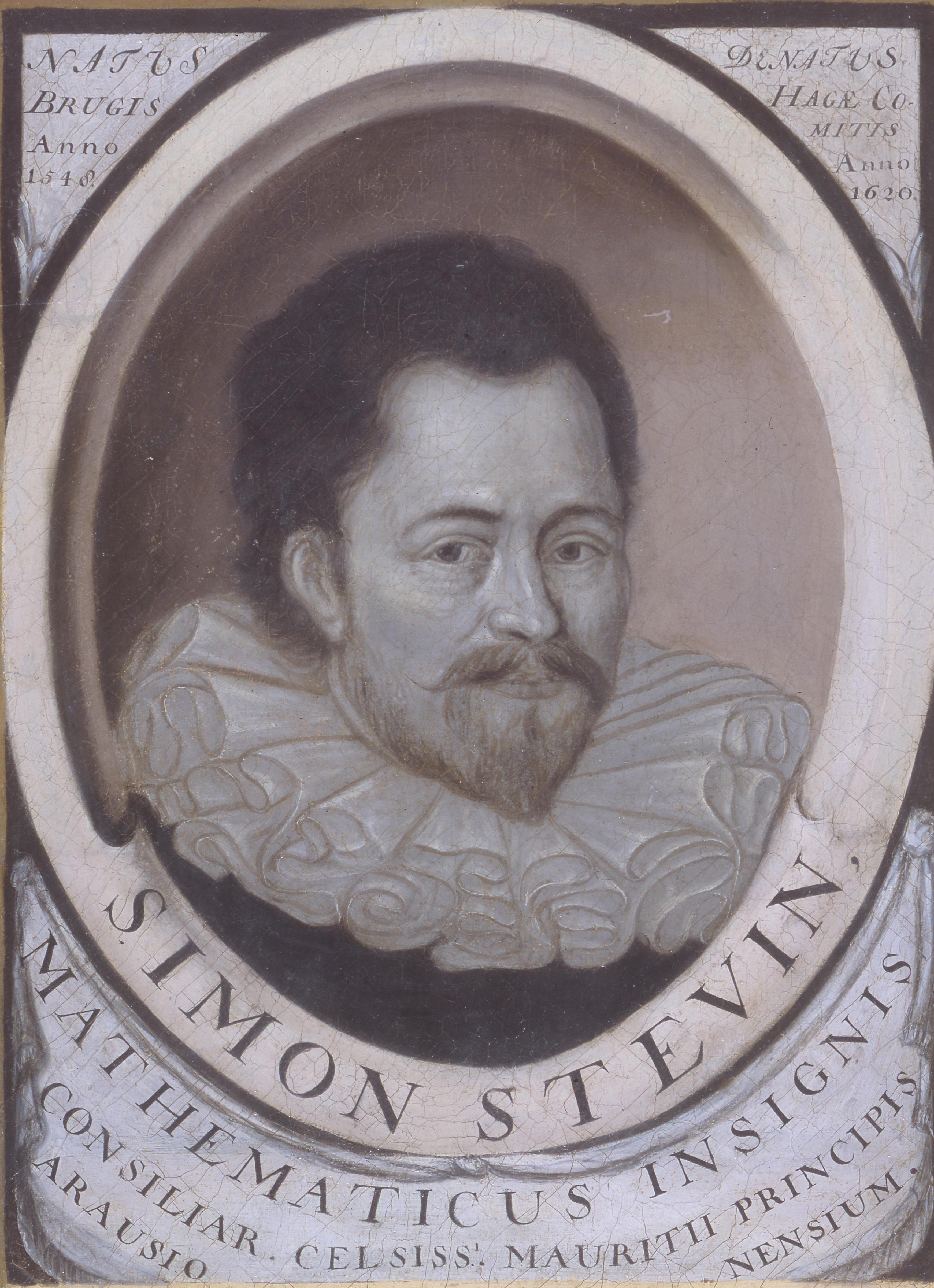
Simon Stevin

Simon Stevin (phát âm tiếng Hà Lan: [ˈsimɔn ˈsteːvɪn]) (1548-1620), thỉnh thoảng được gọi là Stevinus là một nhà toán học, nhà vật lý và kỹ sư quân đội người Hà Lan và người Flemish. Ông hoạt động năng nổ trong nhiều lĩnh vực khác nhau về khoa học và kỹ thuật, cả về lý thuyết và thực hành. Ông cũng đã dịch một vài thuật ngữ sang tiếng Hà Lan, biến nó trở thành một trong số ít ngôn ngữ mà từ để chỉ toán học là wiskunde (là sự kết hợp giữa wis và kunde, có nghĩa là "hiểu biết về cái gì đó được xác định") không phải là một từ mượn từ tiếng Hy Lạp mà là dịch sao phỏng từ tiếng Latin.

## Tiểu sử
Có rất ít thông tin được biết đến về cuộc đời của Stevin. Những gì chúng ta được biết là từ những sự thật đã được ghi chép lại. Ngày sinh thực sự của ông cũng như ngày và nơi ông mất là không được xác định. Có một giả thiết răng ông được sinh ra tại Bruges bởi vi ông gia nhập Đại học Leiden dưới cái tên Simon Stevinus Brugensis (có nghĩa là "Simon Stevin đến từ Bruges). Tên của ông thường được viết là Stevin, nhưng một vài văn bản cho biết cha ông đã sử dụng cách viết Stevijn (phát âm theo tiếng Hà Lan: [ˈsti:vaɪn]). Đây là cách chuyển đổi đánh vần phổ biến ở Hà Lan vào thế kỷ 16. Ông được sinh vào khoảng năm 1548 với những người cha mẹ chưa hề kết hôn, Anthonis (Anton) Stevin và Catelyne van der Poort. Cha của Simon được tin rằng là một người con trai thứ của thị trưởng của Veurne và là một thành viên của schuttersgilde (dân quân thành phố) Sint-Barbara của Bruges. Khi cha của Simon không được nhắc đến trong những cuốn sách của dân địa phương, sự thật rằng ông là một thành viên của dân quân tự vệ cho phép một giả thuyết an toàn về cuộc đời của ông. Nhiều người khác trong gia đình Stevin sau đó được nhắc đến trong Poorterboeken (sách đăng ký dân địa phương). Mẹ của Simon là con gái của một gia đình giàu có ở Ypres. Cha của bà là ông Hubert van der Poort là một poorter ở Bruges. Bà đã cưới Joost Sayon người bị cuốn vào thương mại về thảm và lụa và là một thành viên của schuttersgilde Sint-Sebastiaan. Trong cuộc hôn nhân này, Catelyne đã trở thành một thành viên của một gia đình theo thần học Calvin và Simon có lẽ được dẫn dắt để đi theo tôn giáo này.
Có một điều được tin rằng Stevin đã lớn lên trong một môi trường giàu có tương đối và có một nền giáo dục tốt. Có lẽ ông được dạy trong một trường tiếng Latin ở trong thị trấn quê hương của mình.